# Lista prefixelor telefonice (România)

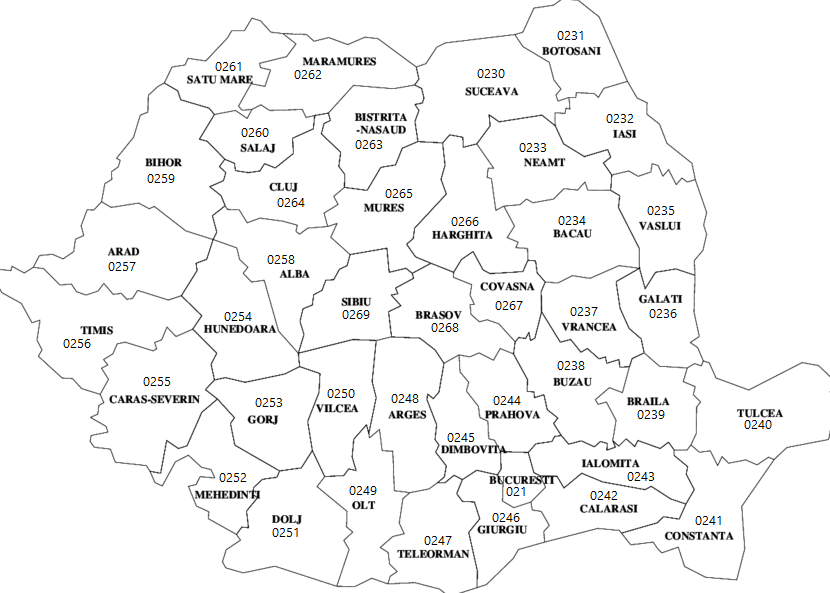
Hartă a României cu județe și prefixe telefonice

Prefixele județene utilizate în România pentru telefonia fixă au forma de mai jos:
| Județ (Municipiu)    | Prefix Orange (Romtelecom) | Prefix DIGI (RCS-RDS) |
| -------------------- | -------------------------- | --------------------- |
| Municipiul București | 021                        | 031                   |
| Alba                 | 0258                       | 0358                  |
| Arad                 | 0257                       | 0357                  |
| Argeș                | 0248                       | 0348                  |
| Bacău                | 0234                       | 0334                  |
| Bihor                | 0259                       | 0359                  |
| Bistrița-Năsăud      | 0263                       | 0363                  |
| Botoșani             | 0231                       | 0331                  |
| Brașov               | 0268                       | 0368                  |
| Brăila               | 0239                       | 0339                  |
| Buzău                | 0238                       | 0338                  |
| Caraș-Severin        | 0255                       | 0355                  |
| Călărași             | 0242                       | 0342                  |
| Cluj                 | 0264                       | 0364                  |
| Constanța            | 0241                       | 0341                  |
| Covasna              | 0267                       | 0367                  |
| Dâmbovița            | 0245                       | 0345                  |
| Dolj                 | 0251                       | 0351                  |
| Galați               | 0236                       | 0336                  |
| Giurgiu              | 0246                       | 0346                  |
| Gorj                 | 0253                       | 0353                  |
| Harghita             | 0266                       | 0366                  |
| Hunedoara            | 0254                       | 0354                  |
| Ialomița             | 0243                       | 0343                  |
| Iași                 | 0232                       | 0332                  |
| Ilfov                | 0279                       | 0379                  |
| Maramureș            | 0262                       | 0362                  |
| Mehedinți            | 0252                       | 0352                  |
| Mureș                | 0265                       | 0365                  |
| Neamț                | 0233                       | 0333                  |
| Olt                  | 0249                       | 0349                  |
| Prahova              | 0244                       | 0344                  |
| Satu Mare            | 0261                       | 0361                  |
| Sălaj                | 0260                       | 0360                  |
| Sibiu                | 0269                       | 0369                  |
| Suceava              | 0230                       | 0330                  |
| Teleorman            | 0247                       | 0347                  |
| Timiș                | 0256                       | 0356                  |
| Tulcea               | 0240                       | 0340                  |
| Vaslui               | 0235                       | 0335                  |
| Vâlcea               | 0250                       | 0350                  |
| Vrancea              | 0237                       | 0337                  |